# Naténi
Le naténi est une langue oti-volta de la branche gour des langues nigéro-congolaises, parlée par les Gourmantchés au Bénin dans l’Atacora. Ces dialectes principaux sont le naténi (ou natemba), le tayari, le kunteni et l’okoni.

## Écriture
L’orthographe naténi est défini dans l’Alphabet des langues nationales du Bénin. 
| Alphabet   | Alphabet | Alphabet | Alphabet | Alphabet | Alphabet | Alphabet | Alphabet | Alphabet | Alphabet | Alphabet | Alphabet | Alphabet | Alphabet | Alphabet | Alphabet | Alphabet | Alphabet | Alphabet | Alphabet | Alphabet | Alphabet |
| ---------- | -------- | -------- | -------- | -------- | -------- | -------- | -------- | -------- | -------- | -------- | -------- | -------- | -------- | -------- | -------- | -------- | -------- | -------- | -------- | -------- | -------- |
| majuscules | A        | B        | C        | D        | E        | Ɛ        | F        | H        | I        | K        | Kp       | M        | N        | O        | Ɔ        | P        | S        | T        | U        | W        | Y        |
| minuscules | a        | b        | c        | d        | e        | ɛ        | f        | h        | i        | k        | kp       | m        | n        | o        | ɔ        | p        | s        | t        | u        | w        | y        |

Le ton bas est indiqué à l’aide de l’accent grave et le ton haut à l’aide de l’accent aigu sur la voyelle ‹ à è ɛ̀ ì ò ɔ̀ ù á é ɛ́ í ó ɔ́ ú › ou sur le n syllabique ‹ ǹ ń ›.
La nasalisation est indiquée à l’aide du tilde sous la voyelle ‹ a̰ ɛ̰ ḭ ɔ̰ ṵ › qui peut être combiné avec l’accent aigu ou grave indiquant le ton ‹ á̰ ɛ̰́ ḭ́ ɔ̰́ ṵ́ à̰ ɛ̰̀ ḭ̀ ɔ̰̀ ṵ̀ ›.